# Нишић
Нишић је јужнословенско презиме. Њени носиоци су етнички Срби, Хрвати и Бошњаци.
Носиоци презимена живе највише у Босни и Херцеговини (Сарајево, Касиндо и Топлик у Источном Сарајеву, Шипово, Олово и др.), те у Хрватској (Загреб, Карловац, Вараждин и др.), Црној Гори (Никшић, Цетиње, Јабуке), Србија (Београд), Западна Европа, Сједињене Америчке Државе и Канада.
Може се односити на:
- Ермина Нишић - босанска глумица
- Јован Нишић (1998), српски фудбалер
- Недим Нишић (1984), босанско-амерички пливач који је представљао Босну и Херцеговину на Олимпијским играма 2008.
- Радован Нишић – хрватски архитект
- Татјана Нишић - српска и босанска политичарка
- Драган Нишић - српски одбојкаш